# 甘くない彼らの日常は。
『甘くない彼らの日常は。』（あまくないかれらのにちじょうは）は、野切耀子による日本の漫画作品。『デザート』（講談社）にて、2019年3月号より2021年11月号まで連載された。最終回を迎えた後、同誌2022年1月号にて雪之丞がメインの番外編を、同誌2022年11月号にも動物園を舞台としたショート番外編を掲載。

## あらすじ
主人公・七海緑は高校生活1日目に財布を落とした。そこで男子生徒に拾われ、中身をネコババされそうになったところを一条礼に取り返して貰うが、礼を言いそびれてしまう。そのまま一条達が停学になったと聞き、居酒屋でのアルバイト後にそのことについて考えながら繁華街を歩いていたところを理事長に見つかってしまう。アルバイト禁止の学校であることを指摘されたが、家庭環境を考えると自宅謹慎と特待の取り消しという処分は酷だという理助長の温情で、代替案を用意される。それは停学が明けても休んだままである一条、家入、五嶋を学校に連れ戻す、というものだった。特待の取り消しを免れ、学校公認の働き口を紹介して貰えるのは得でしかないと考えた緑は、引き受けることにする。緑は3人を説得をするが、一条から金を渡すからもう来ないで欲しいと言われ、正論だが喧嘩腰で言い返してしまう。第一印象と異なり、一条に対してがっかりした緑だったが、門前払いされても説得を続けていた。五嶋に3人が学校に行かない理由を聞き、見事解決したことによって、無事登校するようになる。一件落着のように考えていた緑だが、理事長から「学校に連れ戻す」とは「卒業まで導くこと」だと言われ、頑張る決意をするのだった。
理事長からの通達により、緑は3人のお世話係となる。一条にされた優しさを返したい、支えたいと考える緑だが、「そういうのは必要ない」と家入に一刀両断される。家入の牽制により一条からどう思われているのか怖くなった緑は3人を避けたが、考えた結果、一条を好きだと自覚をする。家入に負けないと考えていたが、彼に一条に近付く邪魔をされる。宿泊研修で家入から「嫌い」と言われた緑だが、初めて彼とちゃんと話せた気がしたのだった。
家入に緑のことが好きなのかと訊かれ、意識をする五嶋。一条と少しずつ距離を縮め、ますます好きになっていく緑だが、五嶋と楽しそうに話しているところを目撃した一条に避けられ、八つ当たりをされるがうやむやになる。
緑が一条を好きだと知る五嶋は、一条を後押しするのだった。いい雰囲気になった緑は一条に告白をするが、「ありがとう」「嬉しい」と笑顔で言われ終わる。それを聞いていた家入は、緑に一条の家の話をし、やめておくよう忠告をする。緑は一条の家の問題があっても好きでいることをやめない、諦めたくないと考える。

## 登場人物

### 主要人物
七海 緑（）
主人公。誕生日は12月10日。血液型はO型。身長は157センチメートル。
趣味は弟と犬を愛でること。好きなおやつは弟の作ったホットケーキ。
1年D組の生徒。制服は近所のお姉さんのおさがりである。
父親が多額の借金を残して蒸発したため、学費免除の特待生枠で入学。料理の腕は壊滅的。
以前柴犬（名前はまろ）を飼っていたため、犬好き。弟を大事にしており、可愛がっている。
居酒屋を辞めた後は、みゆきの飲食店でアルバイトをしている。
鈍くさそうに見えるが、中学時代に新聞配達で鍛えたため足は速い。
一条 礼（）
誕生日は10月28日。血液型はA型。身長は176センチメートル。
趣味は読書。好きなおやつはメントス。
一人暮らしのため、炊事や洗濯がそこそこ出来る。
緑のクラスメート。一条財閥の御曹司で、一人息子。犬のコタロウを飼っている。
学校から近いマンションで暮らしている。別荘を所有している。父親との仲は良好ではない。
家入、五嶋とは幼稚園からの付き合い。家入のことを家族みたいなものだと考えている。
家入 雪之丞（）
誕生日は6月17日。血液型はB型。
趣味は音楽鑑賞。好きなおやつはグミ全般。
病院を経営する医者の息子。3歳年上の姉がおり、不仲。美術の成績が良い。
一条に依存している。一条の家の鍵を持っている。生い立ちのせいで自己肯定感が低い。
赤くなって痛くなるだけのタイプのため、日に焼けたくないと考えている。
五嶋 千尋（）
誕生日は7月3日。血液型はO型。
趣味はゲーム。好きなおやつはじゃがりこ。
五嶋組の跡取り。家に家政婦がいる。風情のある日本家屋に住んでいる。
料理は意外と出来る。テストの成績が悪い。
家業のことで弟や妹が後ろ指をさされないよう、幼稚園の送迎や行事などの面倒を見ている。

### 緑の家族
紺（）
緑の弟。中学1年生。家では炊事全般を手伝っている。よく姉を心配している。
以前犬を飼っていたため、犬が好き。
緑の母
身を粉にして働いている。生姜焼きが大好き。

### 一条の関係者など
鈴木 啓一（）
緑が通う高校の理事長。みゆきやその夫、一条の母と昔からの知り合いであることを、一条達3人に隠している。
花苗（）
一条の母。病気で亡くなった。
長月 みゆき（）
緑がアルバイトをしている飲食店のオーナー。一条の母や理事長の昔からの知り合い。
長月 哲也（）
みゆきの夫。
こゆき
みゆきの妹。民宿を経営している。
コタロウ
一条が飼っているコーギー。3歳のオス。一条の母に頼まれた五嶋からプレゼントされた。

### 五嶋の関係者
百華（）
五嶋の妹。5歳。十太と双子。家入のお嫁さんになりたいと考えている。
十太（）
五嶋の弟。5歳。百華と双子。おとなしい性格。
槙（）、啓司（）
五嶋組の組員。

### 学校関係者
理穂（）、彩美（）
緑の友達。2人とも彼氏がいる。2人とも料理はそこそこ出来る。
鯨井（）
緑のクラスの担任教師。

## 書誌情報
- 野切耀子『甘くない彼らの日常は。』講談社〈KCデザート〉、全7巻 
  1. 2019年6月13日発売[6][7]、ISBN 978-4-06-516036-7
  2. 2019年11月13日発売[8]、ISBN 978-4-06-517612-2
  3. 2020年4月13日発売[9]、ISBN 978-4-06-519405-8
  4. 2020年9月11日発売[10]、ISBN 978-4-06-520793-2
  5. 2021年2月12日発売[11]、ISBN 978-4-06-522316-1
  6. 2021年7月13日発売[12]、ISBN 978-4-06-523903-2
  7. 2022年1月13日発売[3]、ISBN 978-4-06-526542-0